# Limu o Pele
Pour les articles homonymes, voir Limu.

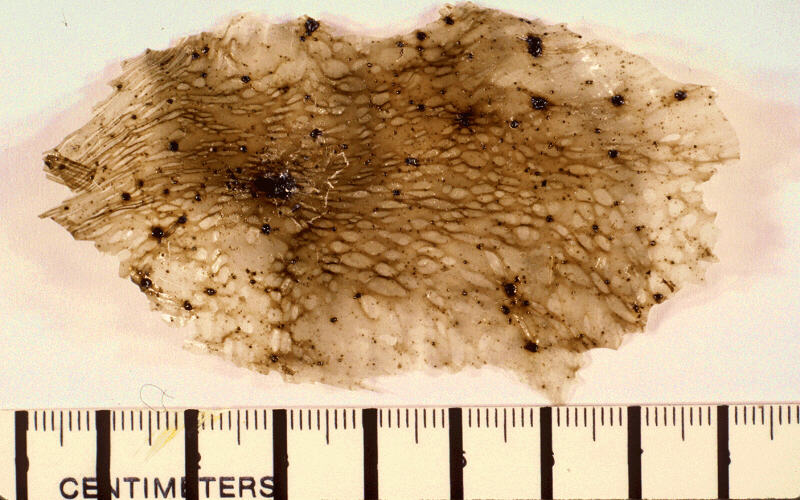
Fragment de limu o Pele du Kīlauea à Hawaï, États-Unis.

Le limu o Pele ou limu, terme hawaïen signifiant littéralement en français « algue de Pélé », est un type de roche volcanique, plus précisément de verre volcanique, qui se présente sous la forme d'un pétale de quelques centimètres,. Très fin, celui-ci est translucide, ce qui permet d'observer des bulles de gaz volcaniques piégées à l'intérieur, et de couleur brune à verte.

## Formation

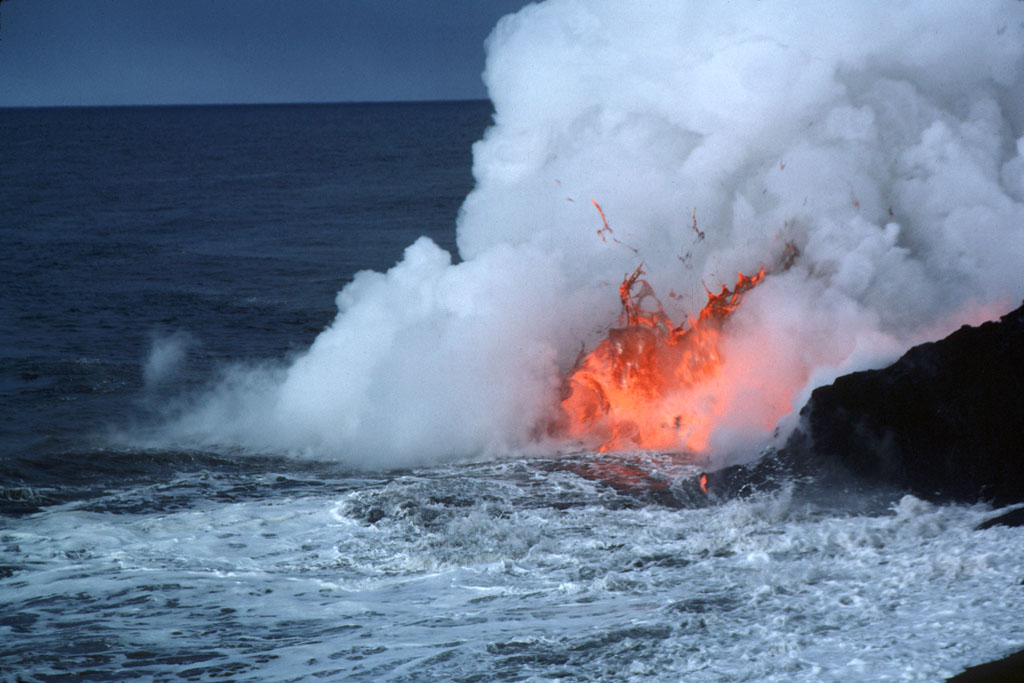
Explosion phréatomagmatique sur la côte du Kīlauea, à Hawaï, produisant des Limu o Pele.

Ces fragments se forment lorsqu'une coulée de lave fluide, généralement de type pāhoehoe, entre dans un plan d'eau agité de vagues,. Les vagues, déferlant à la surface de la coulée, provoquent un choc thermique entre l'eau et la lave,. Celle-ci explose, émet des paquets de lave incandescente qui peuvent piéger de l'eau en retombant,. Cette eau va bouillir et former une bulle de lave dont le Limu o Pele constitue un fragment,.
Le Limu o Pele peut aussi voir naissance lors d'éruptions sous-marines comme sur le Kamaʻehuakanaloa.